# Tania Tajtelbaum
Tania Tajtelbaum – polska aktorka żydowskiego pochodzenia, grająca głównie role w przedwojennych żydowskich filmach i sztukach teatralnych w języku jidysz.

## Filmografia
- 1912: Mirełe Efros